# Archieparquía de Erbil
La archieparquía de Erbil de los caldeos (en latín: Archieparchia Arbilensis Chaldaeorum y en árabe: إيبارشية أربيل الكلدانية‎) es una circunscripción eclesiástica de la Iglesia católica en Irak. Se trata de una archieparquía caldea inmediatamente sujeta al patriarcado de Bagdad de los caldeos. Desde el 24 de mayo de 2010 su archieparca es Bashar Warda, de la Congregación del Santísimo Redentor.

## Territorio y organización

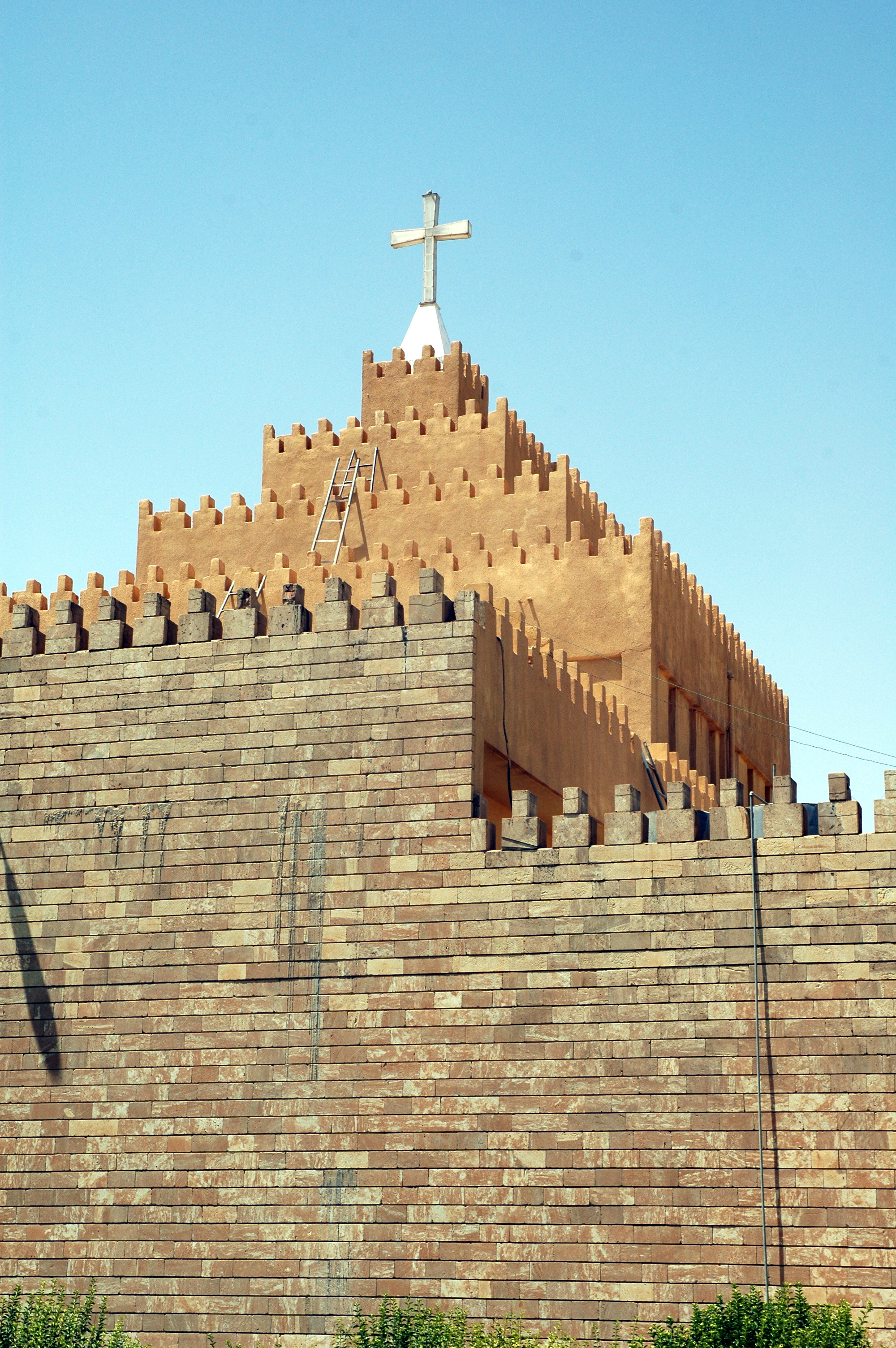
Vista de la Catedral de San José

La archieparquía extiende su jurisdicción sobre los fieles católicos de rito caldeo residentes en la ciudad de Erbil y sus inmediaciones. La archieparquía se encuentra dentro del territorio propio del patriarcado de Bagdad de los caldeos.
La sede de la archieparquía se encuentra en Ankawa, un suburbio de Erbil, en donde se halla la Catedral de San José (Umra d'Mar Yosip) cuyo edificio arquitectónicamente rememora a la antigua arquitectura mesopotámica con el añadido de detalles cristianos. 
En 2020 en la archieparquía existían 2 parroquias.

## Historia
Erbil es la antigua Hadyab, que según la Crónica de Erbil (siglo VI) la sede data del siglo II y tuvo una serie ininterrumpida de alrededor de 18 obispos en comunión con el resto de la Iglesia cristiana, comenzando desde Pkidha a principios del siglo II y hasta el sínodo de Beth Lapat en 484. En ese sínodo la Iglesia del Oriente se separó de las otras Iglesias cristianas y dio lugar a lo que comúnmente se llama la Iglesia nestoriana. De estos obispos, sin embargo, el primero y único documentado históricamente fue Daniel, que participó en los concilios de la Iglesia persa en 410 y 424. Fue elevada a sede metropolitana de la Adiabena por el catolicós Fava en 310 y 19 sedes episcopales estaban sujetas a esta metrópolis. Cuando Mosul ganó gran importancia más adelante, la diócesis de Hadyab se dividió en dos partes: Erbil y Mosul, que hacia el siglo XIII pasó a ser la sede del metropolitano. Luego se unieron también, y se llamó diócesis de Hadyab y Athur.
Uno de los últimos arzobispos de Erbil estaba entre los tres obispos que reconocieron la elección del primer patriarca católico, Simón VIII Sulaqa. A comienzos del siglo XVII la diócesis desapareció. Los pocos pueblos cristianos restantes de la región se unieron al catolicismo a fines del siglo XVIII. En el siglo XIX una pequeña comunidad caldea está atestiguada en Erbil, incluida en el territorio de archieparquía de Kirkuk.
El aumento de la población católica durante el siglo XX llevó el 7 de marzo de 1968 a la restauración de la antigua archieparquía, cuyo territorio fue separado de la de Kirkuk por el papa Pablo VI.

## Estadísticas
Según el Anuario Pontificio 2019 la archieparquía tenía a fines de 2020 un total de 16 420 fieles bautizados.
| Año                                                                             | Población            | Población | Población      | Sacerdotes | Sacerdotes    | Sacerdotes    | Bautizados por sacerdote | Diáconos permanentes | Religiosos | Religiosos | Parroquias |
| Año                                                                             | Bautizados católicos | Total     | % de católicos | Total      | Clero secular | Clero regular | Bautizados por sacerdote | Diáconos permanentes | Varones    | Mujeres    | Parroquias |
| ------------------------------------------------------------------------------- | -------------------- | --------- | -------------- | ---------- | ------------- | ------------- | ------------------------ | -------------------- | ---------- | ---------- | ---------- |
| 1969                                                                            | 7600                 | 450 000   | 1.7            | 6          | 5             | 1             | 1266                     |                      | 1          | 2          | 5          |
| 1980                                                                            | 9650                 | ?         | ?              | 7          | 6             | 1             | 1378                     |                      | 1          | 2          | 6          |
| 1990                                                                            | 12 530               | ?         | ?              | 6          | 5             | 1             | 2088                     |                      | 1          | 2          | 7          |
| 1999                                                                            | 12 000               | ?         | ?              | 5          | 5             |               | 2400                     | 1                    |            | 8          | 5          |
| 2000                                                                            | 11 492               | ?         | ?              | 5          | 5             |               | 2298                     | 1                    |            | 11         | 5          |
| 2001                                                                            | 11 330               | ?         | ?              | 5          | 5             |               | 2266                     | 1                    |            | 8          | 5          |
| 2002                                                                            | 11 750               | ?         | ?              | 6          | 6             |               | 1958                     | 1                    |            | 8          | 5          |
| 2003                                                                            | 12 000               | ?         | ?              | 6          | 6             |               | 2000                     | 1                    |            | 8          | 5          |
| 2004                                                                            | 12 200               | ?         | ?              | 5          | 5             |               | 2440                     | 4                    |            | 6          | 5          |
| 2009                                                                            | 20 000               | ?         | ?              | 5          | 5             |               | 4000                     | 6                    |            | 11         | 5          |
| 2012                                                                            | 30 000               | ?         | ?              | 6          | 6             |               | 5000                     | 6                    | 2          | 22         | 7          |
| 2015                                                                            | 34 900               | ?         | ?              | 11         | 11            |               | 3172                     | 7                    |            | 70         | 7          |
| 2018                                                                            | 30 000               |           |                | 15         | 13            | 2             | 2000                     | 5                    | 2          | 42         | 7          |
| 2020                                                                            | 16 420               | ?         | ?              | 14         | 13            | 1             | 1172                     | 5                    | 1          | 52         | 8          |
| Fuente: Catholic-Hierarchy, que a su vez toma los datos del Anuario Pontificio. |                      |           |                |            |               |               |                          |                      |            |            |            |

## Episcopologio

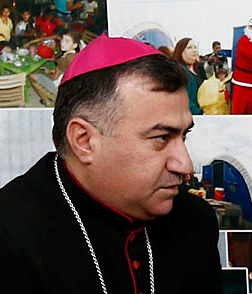
Archieparca Bashar Warda en 2015

- Stéphane Babaca (Babeka) † (28 de octubre de 1969-5 de agosto de 1994 retirado)
- Hanna Markho † (5 de agosto de 1994-23 de octubre de 1996 falleció)
- Jacques Ishaq (7 de mayo de 1997-4 de mayo de 1999 renunció)
- Yacoub Denha Scher † (12 de enero de 2001-8 de enero de 2005 falleció)
  - Sede vacante (2005-2010)
- Bashar Warda, C.SS.R., desde el 24 de mayo de 2010